# Nikolaj Frobenius
Nikolaj Frobenius (* 29. září 1965 v Oslu) je norský spisovatel a scenárista. Debutoval v roce 1986 sbírkou povídek Vír (Virvl).
Ve světě se proslavil historicko-filosofickým detektivním románem Latourův katalog (Latours katalog, 1996) odehrávající se ve Francii osmnáctého století a vyprávějící příběh komorníka Markýze de Sade. Mezi další známá díla patří román Stydlivý pornografista (Den sjenerte pornografen, 1999) či scénář k filmu Insomnia (1997).
V nejnovějším románu Ukážu vám strach (Jeg skal vise dere frykten, 2008) se vrací k žánru historického románu, příběh se odehrává v polovině 19. století ve Spojených státech amerických a mapuje konflikt dvou autentických historický postav: spisovatele a básníka Edgara Allana Poea a literárního kritika Rufuse Wilmota Griswolda.

## Ocenění
- Cena kritiky norské mládeže (2009) - za Ukážu vám strach[1]

## Romány česky
- Latourův katalog aneb Komorník markýze de Sade, Argo, Praha 2008, překlad: Ondřej Vimr, ISBN 978-80-7203-948-7